# Severní Kavkaz
Severní Kavkaz (rusky Северный Кавказ) je kulturně-historická oblast v Ruské federaci, severní část regionu Kavkaz, který dělí Hlavní kavkazský hřeben. Někdy je označován jako Předkavkazsko (rusky Предкавказье), který se úžeji vztahuje jen na území severně od pohoří Velkého Kavkazu. 
Severní Kavkaz se rozprostírá od hlavního kavkazského hřebene až ke Kumomanyčské propadlině, na západě je ohraničený Kerčským průlivem a Azovským mořem a na východě Kaspickým mořem. Západní část Předkavkazí představuje Kubáňská nížina, uprostřed se prostírá Stavropolská plošina a na východě sem malým dílem zasahuje Kaspická nížina. Severní Kavkaz leží v Evropě na hranici Asie, kam již patří Jižní Kavkaz. Někteří ruští georafové dle sovětského konceptu vedou hranici kontinentů Kumomanyčskou propadlinou a řadí tak i Severní Kavkaz k Asii.
Na území tohoto regionu se nacházejí nejen nejvyšší hory Ruska a řada lázeňských, vysokohorských a rekreačních rezortů, ale také úrodné nížiny a ložiska strategických surovin, jako je například ropa a plyn.Ze Severního Kavkazu pocházejí dvě desítky různých původních národností a etnických skupin.
Rozloha Severního Kavkazu je 258 300 km², což představuje 1,5% celkové rozlohy Ruské federace. Jedná se o oblast s nejvyšší hustotou osídlení v Rusku – k 1. lednu 2010 bylo na tomto území evidováno 14,8 milionů obyvatel, tj. 10,5% obyvatelstva Ruské federace.

## Správní členění
Území bylo postupně připojováno k Ruskému carství již od 16. století. Celý Severní Kavkaz se stal součástí Ruského impéria v 19. století, konkrétně od roku 1859, kdy skončila Kavkazská válka.

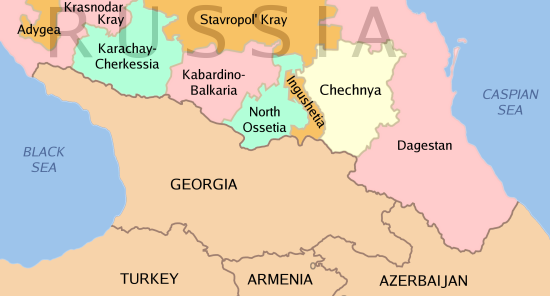
Severokavkazské republiky v rámci Ruské federace

Území je součástí Jižního federálního okruhu a Severokavkazského federálního okruhu Ruské federace. Rozkládají se zde následující subjekty Ruské federace: kraje Krasnodarský a Stavropolský a republiky Adygejsko, Karačajsko-Čerkesko, Kabardsko-Balkarsko, Severní Osetie-Alanie, Ingušsko, Čečensko a Dagestán. Do Předkavkazska se někdy též počítá Kalmycko.

## Separatismus
Od poloviny 19. století, kdy se Ruskému impériu podařilo ovládnout Severní Kavkaz, probíhají opakovaně pokusy vymanit se z ruské nadvlády. K zatím poslední vlně pokusů došlo v souvislosti s rozpadem Sovětského svazu v 90. letech 20. století. Měla zde být vytvořena např. Severokavkazská konfederace. Největší snaha o separaci byla v Čečensku, kde došlo k první (1994–96) a druhé rusko-čečenské válce (1999–2008).

## Hospodářství
Západní a Střední Předkavkazí je důležitou zemědělskou oblastí, na východě leží polopouštní pastviny. Na mnoha místech Předkavkazí jsou naleziště ropy a zemního plynu.

## Geologie
Velká část Předkavkazí se váže k epihercynské platformě. Řeky Kubáň a Těrek protékají sníženinami, které vznikly na vnějším okraji alpsko-himálajského vrásného systému.

## Geomorfologické členění Předkavkazí
- Západní Předkavkazí (Западное Предкавказье)
  - Kubáňsko-azovská nížina (Кубано-Приазовская низменность, na sever od Kubáně)
  - Kubáňská nakloněná rovina (Прикубанская наклонная равнина, na jih od dolní Kubáně)
  - delta Kubáně a k ní přilehlý Tamanský poloostrov (Таманский полуостров)
- Střední Předkavkazí (Среднее Предкавказье)
  - Stavropolská vrchovina (Ставропольская возвышенность, 831 m)
  - Tersko-sunženská vrchovina (Терско-Сунженская возвышенность, 926 m)
  - mezi nimi se z roviny tyčí kupolovité lakolity Mineralovodské skupiny, zejména:
    - Beštau (Бештау, 1402 m)
    - Mašuk (Машук, 992 m)
    - Železnaja (Железная, 851 m)
- Východní Předkavkazí (Восточное Предкавказье)
  - Tersko-kumská nížina (Терско-Кумская низменность)

## Přírodní podmínky
V Západním Předkavkazí převládá mírné kontinentální stepní podnebí. Ve Východním Předkavkazí je kontinentálnější a sušší klima s až polopouštním charakterem. Předkavkazské řeky v létě téměř vysychají s výjimkou těch, které přitékají z Velkého Kavkazu.
Rovinná krajina Předkavkazí patří k mírnému pásu se stepní vegetací, která ve vyšších polohách přechází v lesostep. Téměř celá plocha stepí je zemědělsky kultivovaná. Lesostep a svahy mineralovodských lakolitů pokrývají listnaté lesy buků, habrů, dubů a jasanů. Ve Východním Předkavkazí převládají polopouštní biotopy.